# Erika Lust
Erika Ellinor Hallqvist, född 1977 i Stockholm, är en svensk pornografisk filmregissör, manusförfattare och producent, verksam under artistnamnet Erika Lust. Hon har varit bidragande till utvecklingen av den feministiska pornografirörelsen och har skrivit flera böcker om ämnet. Hon arbetar och bor i Barcelona i Spanien.
Hennes film Cabaret Desire vann priset för Årets Film på Feminist Porn Awards 2012. Den vann också Cinekink Audience Choice i kategorin Best Narrative Feature. De två första volymerna av hennes kortfilmsserie XConfessions vann priser för Hottest Straight Vignette på Feminist Porn Awards åren 2014 och 2015. En bioversion av XConfessions visades 2015 på Chicago International Film Festival och Raindance Film Festival i London. Följande år, 2016, höll Lust två utsålda visningar av bioversionen av XConfessions på Babylon i Berlin. Hon vann även kategorin Best Narrative Short på Cinekink Awards för sin kortfilm An Appointment with My Master.

## Biografi

### Tidiga år
Lust föddes och växte upp i Stockholm och blev tidigt intresserad av film och teater. Hon studerade statsvetenskap med inriktning på mänskliga rättigheter och genusvetenskap vid Lunds universitet, och fick successivt ett allt större feministiskt engagemang.
Under sina studier läste hon Linda Williams Hard Core: Power, Pleasure and the Frenzy of the Visible, en bok som senare starkt kommit att påverka hennes filmskapande. Som en tidig inspirationskälla har hon också angivit Jean-Jacques Annauds film Älskaren, efter Duras roman med samma namn.
Hon avlade 1999 examen vid Lunds universitet och flyttade till Barcelona året efter. Där började hon började studera filmregi och arbeta inom filmproduktion. Hon fortsatte även sina studier i statsvetenskap på Universidad Complutense i Madrid.
Lusts första närkontakt med pornografi skedde som tolvåring, när hon och hennes flickompisar såg på en film som en av dem "lånat" från hennes far. Lusts egen känsla var till lika delar äckel som pirr. Nästa erfarenhet kom sex år senare, vid ett gemensamt tittande på mainstreampornografisk film tillsammans med sin pojkvän. Detta ledde till blandade känslor – kroppen reagerade men hjärnan tyckte inte om vad den tog in – och hon uppfattade materialet som enbart riktat mot manliga konsumenter. Detta ledde fram till ett intresse att skapa något annat inom den pornografiska genren, ett karriärbeslut som dock togs emot med förvåning av hennes egen mor som först inte förstod dotterns nu sexpositivt feministiska medvetenhet.

### Karriär
Lusts första erotiska kortfilm The Good Girl spelades in i Barcelona 2004, som hennes examensfilm på filmutbildningen. Filmen publicerades gratis på Internet, och efter en månad hade den över två miljoner nedladdningar. Filmen visades året därpå på Barcelonas erotiska filmfestival (FICEB) och vann där en Ninfa Award.
År 2005 startade Lust sitt eget produktionsbolag Lust Films. Företaget har sedan dess producerat åtskilliga kortfilmer. Med antologin Five Hot Stories for Her vann hon flera internationella priser 2007, och sedan dess har hon varit en återkommande besökare på de viktigaste erotiska filmfestivalerna i världen.
Lust menar att explicita filmer, utöver att bringa njutning, kan fungera som utbildningsredskap och att de bidrar till bättre förståelse för den egna sexualiteten, att leva friare samt att acceptera oss själva och våra kroppar. Hon hoppas kunna påverka tittarnas syn på könsroller i sex och anser att pornografi är "den viktigaste diskursen kring kön, könsroller och sexualitet". Hennes egna filmer fokuserar i första hand på kvinnors njutning och deras egen sexuella lust, och i filmerna läggs stort fokus på uppbyggnaden av handling, scenografi och dekor, samt utmejslandet av rollfigurerna. Däremot är hon inte intresserad av att producera mjukpornografiska filmer, eftersom hon vill visa fram även kvinnors sexualitet på ett ärligt sätt.
2010 öppnade Lust den erotiska onlinebiografen Lust Cinema. Där har hon visat sina egna filmer tillsammans med erotiska verk från andra oberoende filmskapare.
Hon har även lanserat en online-butik som säljer hennes filmer och böcker samt sexleksaker och andra erotiska produkter. Hennes företag Lust Productions har 12 medarbetare, och hon skriver även en blogg där hon diskuterar teman som kvinnlig sexualitet, sex och feminism. Hon har även skrivit flera böcker om dessa frågor. Hennes bok Good Porn publicerades 2010 av förlaget Seal Press.
Erika Lust höll 2014 ett TED-talk vid TEDxVienna. I sitt föredrag ”It's Time for Porn to Change” uppmanar Lust människor att ifrågasätta den moderna pornografin, dess budskap och dess roll i att forma unga människors syn på sex. Detta föredrag var starten på hennes kampanj #changeporn, en onlinekampanj ämnad att utmana och förändra normerna inom dagens pornografi. Föredraget har fram till 2024 setts över 1 miljon gånger på Youtube.

### XConfessions och verksamhet

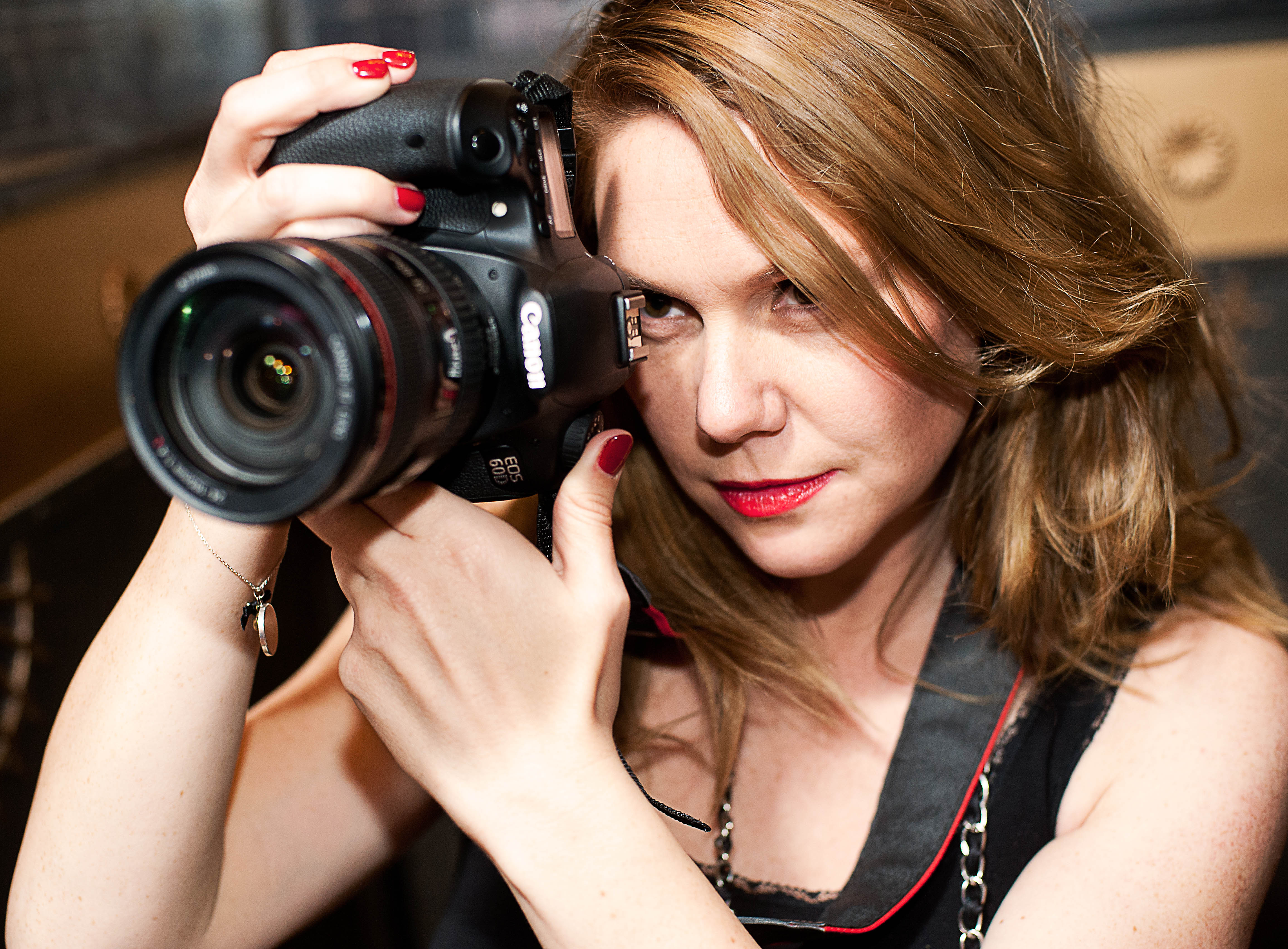
Erika Lust vid kameran 2012.

Lust startade 2013 XConfessions, det första kollaborativa projektet inom erotisk film och där hon producerar erotiska historier efter insända manus från medlemmarna på distributionsportalen. Lust producerar bland annat erotiska kortfilmer baserade på kollektivt skapade berättelser. Tittarna kan lämna anonyma fantasier på projektets webbplats, och varje månad väljer Lust ut två av dem och förvandlar dem till kortfilmer. Detta har under senare år blivit hennes främsta projekt. Annars undviker Lust detaljregi under själva inspelningarna, efter att hon gått igenom handlingen inför tagningarna, och hon lämnar stor plats för improvisationer.
Erika Lust är en av de porrproducenter som börjat använda särskilda intimitetskoordinatorer vid inspelningarna. Hon ser sig som en sexpositivt feministisk filmskapare och menar att sex är en hälsosam och naturlig del av livet.
Hennes olika bolag och produktioner hade i början av 2020-talet, efter 20 år i branschen, cirka 9 miljoner euro i årsomsättning. Detta kan jämföras med branschledande Aylo och WGCZ, med cirka 500 miljoner vardera, och Gamma Entertainment med 80 miljoner kanadensiska dollar inklusive alla dotterbolagen. Lust har ett 50-tal anställda (ibland noterat som 17 kvinnor och 2 män) – de allra flesta kvinnor. Lust hade 2017 över 20 000 betalande kunder med månadsabonnemang.

### Betydelse och åsikter
Erika Lust ses som ett av de viktigaste namnen och producenterna bakom koncept som etisk eller feministisk pornografi, vid sidan av kollegor som Tristan Taormino och Courtney Trouble. Enligt henne fokuserar feministisk pornografi på stärkandet av kvinnlig egenmakt och sexpositivitet, liksom att lyfta fram människors sexualitet oavsett sexuell binaritet. Lust var tidigt aktiv inom digitaliseringen av branschen, det ökande kvinnliga engagemanget inom branschen och tillväxten av den uttalat feministiska och diversifierade pornografin. 2017 ägnades hennes produktioner ett eget avsnitt i Rashida Jones Netflix-distribuerade dokumentärfilmsserie Hot Girls Wanted: Turned On. Hon gillar etiketteringen hos filmerna som feministiska, utom när detta används som en värdering och ett särskiljande mellan "bra" och "dålig" porr. Lust anser att mycket hänt inom den pornografiska branschen sedan millennieskiftet, med ökad variation och en växande independentbransch, och hon uppfattar inte längre sig själv som en "outsider" i branschen. Däremot anser hon att den traditionella pornografins grund i mansdominans, rasism och sexism behöver utmanas ytterligare.
Lust har fått priser vid olika filmfestivaler, inklusive Toronto-baserade Feminist Porn Awards. Dessutom har hon ett antal gånger nominerats till olika AVN Awards.
Vid sidan av filmproduktionerna ägnar Lust en stor del av sin tid åt att propagera för bättre sexualundervisning och ett öppnare samtal omkring sex och pornografi mellan föräldrar och barn. Bland annat har hon lanserat The Porn Conversation, en informationsportal med tips om hur man kan underlätta samtal, diskussioner och utbildning i ämnet. Inspiration till informationssajten kom från insikten att föräldrarna till hennes tonårsdöttrars klasskamrater inte visste hur de skulle förklara Lusts yrke för sina barn.
Lust skriver och producerar även böcker med erotiskt innehåll, ofta baserat på filmmanus. Detta inkluderar Dear Brother-in-law (2021) och The Intern – A Summer of Lust (2022).

## Familj
Erika Lust bor i Barcelona. Hon är sambo med Pablo Dobner (född Buenos Aires 1970), som hon 2005 startade det första produktionsbolaget med. Tillsammans har paret två barn, födda åren kring 2010.

## Verk

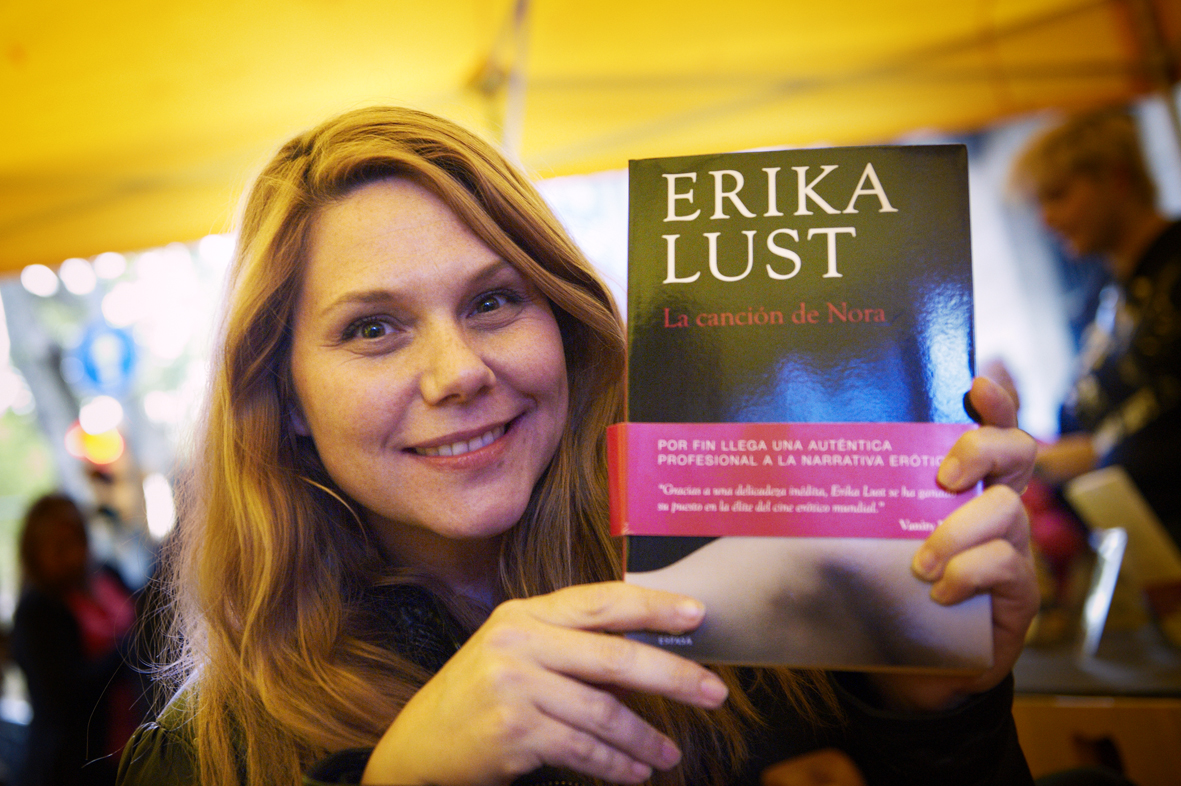
Erika Lust vid 2013 års världsbokdag i Barcelona.

### Filmografi (urval)

#### Långfilmer
- 2008: Barcelona Sex Project
- 2010: Life Love Lust
- 2011: Cabaret Desire

#### Kortfilmssamlingar
- 2007: Five Hot Stories For Her incl. Something about Nadia
- 2013: XConfessions vol. 1
- 2014: XConfessions vol. 2 incl. The Art of Spanking
- 2014: XConfessions vol. 3
- 2015: XConfessions vol. 4
- 2015: XConfessions vol. 5
- 2016: XConfessions vol.

#### Kortfilmer
- 2004: The Good Girl(en)
- 2009: Handcuffs
- 2010: Love Me Like You Hate Me (ihop med Venus O'Hara)
- 2011: Room 33 (uppföljare till Handcuffs)